# مچی ریبوس
مچی ریبوس (زاده ۱۹ اوت ۱۹۸۹) بازیکن فوتبال اهل کشور لهستان است.
وی سابقه ۲۱ بازی و ۱ گل ملی برای تیم ملی فوتبال لهستان در کارنامه دارد، همچنین پست تخصصی او، هافبک است.